# Winkelcentrum Midas
Winkelcentrum Midas is een overdekt winkelcentrum in de het centrum van Asten. Het winkelcentrum ligt tussen de Emmastraat en Markt (zuid), Prins Bernardstraat (oost) en de Burgemeester Frenckenstraat (noordoost). Aan de overzijde van de Burgemeester Frenckenstraat is een parkeerplaats gerealiseerd boven de parkeerkelder. Midas is een afkorting voor 'Midden in Asten'.
Het winkelcentrum werd geopend op 27 oktober 1971. De grondlegger van het winkelcentrum was ondernemer Frans van der Loo. In 1964 opende hij een supermarkt in Asten en 7 jaar later breidde hij deze uit met zes winkels, waarmee de basis werd gelegd voor het huidige winkelcentrum. In 1980 vond een uitbreiding plaats met vier winkels, waaronder de Hema.
In februari 2009 werd gestart met de kelder en een parkeergarage van de vernieuwing van het winkelcentrum. Met een oppervlakte van het centrum van 5.700 m² werd het twee keer zo groot als het bestaande centrum. Boven de winkels werden 37 appartementen gerealiseerd met daartussen een daktuin van 1.400 m². Na de opening van het nieuwe gedeelte van het winkelcentrum is het oude, bestaande gedeelte gerenoveerd. Het centrum telt in 2021 23 winkels.
Het winkelcentrum is eigendom van Beheermaatschappij Van der Loo uit Asten.